# Gruppe Wohn- und Wirtschaftsgebäude Willenberg
Die Gruppe Wohn- und Wirtschaftsgebäude Willenberg in Diepholz, Willenberg und Lüderstraße, stammt aus dem 18. und 19. Jahrhundert.
Die Gebäude stehen unter Denkmalschutz (siehe auch Liste der Baudenkmale in Diepholz).

## Beschreibung
Die Hausgruppe besteht aus sechs eingeschossigen Häusern, zumeist giebelständig und am Willenberg:
- Nr. 4: Fachwerkhaus von 1743 (Inschrift) mit Ziegelausfachungen, Krüppelwalmdach, vorkragendem Giebeldreieck und zentraler Toreinfahrt als Haupterschließung,
- Lüderstraße Nr. 85: Fachwerkhaus vom 19. Jahrhundert als Querdielen- und Doppelhaus mit Satteldach und Schleppdachgauben, mit geputzten Ausfachungen sowie mittiger Torzufahrt,
- Nr. 93: Fachwerkhaus aus der ersten Hälfte des 18. Jahrhunderts, mit Satteldach und geputzten Ziegelausfachungen,
- Nr. 95: traufständiges Fachwerkhaus von 1773 (Inschrift) mit geputzten Ziegelausfachungen, rückwärtiger Giebel massiv,
- Nr. 96: Massivbau vom Ende des 18. Jahrhunderts mit Krüppelwalmdach und erhaltenem straßenseitigen Ziegelfachwerkgiebel,
- Nr. 97: Fachwerkhaus vom 18. Jahrhundert als Zweiständerhallenhaus mit Satteldach mit Schleppdachgauben und geputzten Ausfachungen.

Das Landesdenkmalamt befand: „… geschichtliche Bedeutung … durch beispielhafte Ausprägung verschiedener Ackerbürger- und Querdielenhausformen …“